# Ебола
Ебола или болест вируса ебола (ЕВД) једна је од најмање 30 познатих вирусних болести и једна од четири по живот опасне карантинске хеморагичне грознице, са великом смртношћу оболелих. Како се вирус може задржати до три месеца у ејакулату оболелих ебола се може сматрати и полно преносивом болешћу.
Ову опасну људску болест проузрокују еболавируси који се тренутно разврставају у пет одвојених врста: Заир (EBOV), Судан (SUDV), Бундибугијо (BDBV), Форест (TAFV) и Рестон (RESTV)] и сви су ендемски у Африци, осим соја Рестор који је ендемски и у деловима Југоисточне Азије и Кине. Имунопатогенеза ебола је комплексна и захтева озбиљна истраживања. Тешки облици болести праћени су бројним компликацијама, вишеструким органским отказом функција и знацима септичког шока. Смртност се креће од 55% до 75%, понекад и више.
Епидемије болести изазване Ебола вирусом у Западној Африци 2014. годину, укључујући и Заир ебола вирус (Zaire ebolavirus), била је највећа епидемија изазвана овим вирусом у 21. веку.
Болести обично почиње након инкубационог периода од два дана до три недеље од инфицирања вирусом, међутим физички налаз зависе од стадијума болести у време презентације. Са инфекцијом афричким еболавирус, период инкубације је типичан 3—8 дана у примарним случајевима а нешто дужи у секундарним случајевима, а клиничка слика се карактерише почетним симптомима: грозницом, гушобољом, боловима у мишићима, и главобољом. Потом следе симптоми и знаци: мучнина, повраћање, и пролив, заједно са смањеном функцијом јетре и бубрега. што може довести до крварења.
Дијагноза болести поставља се на основу физикалног прегледа, основних тестова крви, серолошких испитивања, изоловањем вируса (у култури ткива, тестом реверзне транскрипције полимераза ланчане реакције) и осталим анализама (имунохемијска анализа коже узете са леша, електронска микроскопија).
Како не постоји специфична терапија, која би се показале ефикасном у лечењу хеморагичне грознице изазване ебола вирусом, болест се лечи симптоматском терапијом: регулацијом интраваскуларног волумена, надокнадом електролита, дијеталном исхраном и интензивном негом. Преживели, након примарног лечења пролазе кроз дуг период реконвалесценције.
Прве некомерцијално доступне вакцина против ебола вируса, произведене су у Русији и САД 2017. године и у фази су интензивног истраживања у неким земљама Африке. У заштити од болести испитивана су и неутрална антитела која могу бити од корисна у даљем развоју вакцине или као профилактички лекови.

Епидемија Еболе је више последица слабог здравственог система него било чега другог.

Пол Фармер, стручњак за здравство и јавно здравље

## Историја
Болест и вирус који је изазива названи су по реци Ебола у региону Конга где је први пут идентификован Ебола вирус код једне од оболелих особа, у првој забележеној епидемији која се догодила 1976. године у Јамбукуу, у Демократској Републици Конго (скраћено ДРК), у којој је инфицирано 316 пацијената.
У највећој евидентираној урбани епидемији до данас (у ДРК 1995; 318 случајева), пријем у болницу значајно је појачао учесталост преноса болести. Недостатак одговарајуће заштите и поновна употреба контаминиране медицинске опреме, посебно игала и шприцева, резултовала је брзим нозокомијалним ширењем инфекције. Тек након примене адекватне заштите и изменама у ритуалном сахрањивању покојника епидемија се смирила.
Највећа епидемија пре 2014. биле су у Уганди 2000. године, у којој је заражено 425 особа, а умрло 224. Следиле су епидемије у Гвинеји Либерији и Сијера Леонеу. До сада највећа пријављена епидемија догодила се у западној Африци крајем 2013. године и на почетку 2014. године и проширила се на пет земаља у региону (Гвинеја, Либерија, Нигерија, Сијера Леоне и Мали).
На појаву ових епидемија утицала је неприпремљеност јавних здравствени систем у овим изузетно сиромашним земљама које су изазвале највећу и најдужу икада описану епидемију вирусне болести.
По први пут у време ових епидемија у Африци десила се и инфекција људи са једним од еболавирусом изван афричког континента, у развијеним земљама (САД и Шпанија), што јасно указало на опасности које вребају од ове болести и наметнуле потребе за сталном едукацијом медицинског особље и стручног кадра у мерама превенције карантинских болести.
У таквим условима због кадровских ограничења и економске неспособност земаља Африке, у свету се јавила солидарност и развила јасна потреба за развојем дијагностике, вакцина и лекова за лечење еболе и других хеморагичних грозница. То би у будућности представљало гаранцију за спречавање ширење ових опасних болести у целом свету. У том смислу између осталог, хронолошки гледано, предузете су следеће мере:
- Америчка агенција за храну и лекове (ФДА) у септембру 2015. године доделила је хитан статус ZMapp, експерименталном леку који се користи за лечење неких случајева Еболе.
- Руски истраживачи су вакцину против еболе први пу представили Светској здравственој организацији у Женеви 15. фебруара 2017. Вакцину је развио Гамбле Институт за епидемиологију и микробиологију. Првих преко 1.000 доза, ка део прве фазе у испоруке опреме и вакцина за истраживање пострегистрације послат је у Гвинеју 12. јула 2017. Ово је прва регистрована Ебола вакцина широм света одобрена за клиничку употребу са наменом да сприечи хеморагичну грозницу узроковану вирусом Еболе. Према изјави Министарке здравља Русије Веронике Скворцов, потврђена је ефикасност руске вакцине која у истраживањима практично није имала нежељене ефекте.
- У мају 2017, званичници ФДА САД су најавили да ће почети да се користити експерименталну вакцину познату као rVSV-ZEBOV за спречавање поновна појава болести. Потом је истог месеца Министарство здравља Демократске Републике Конго саопштило је да је одобрило коришћење нове вакцине против еболе како би се стало на пут хеморагичној грозници која је избила у североисточном делу земље.[10]

Декларација о глобалној здравственој кризи СЗО
Декларација о глобалној здравственој кризи коју је недавно донела Светска здравствена организација, пета је таква декларација у историји. Она доноси већу међународну пажњу и помоћ и представља корак напред који је добродошао у борби против ове пошасти. Ипак, неопходно је да се направи још много корака како би се тренутна ситуација на терену преокренула и како би се епидемично јављање Еболе ставила под контролу. У противном она може да се прошири изван територије Конга, а затим и Африке.

## Епидемиологија
Од 1976. године (када је болест прво идентификована) до 2013, годишње се зарази мање од 1.000 људи. Највећа епидемија до данас је текућа епидемија еболе у западној Африци 2014., која је погодила Гвинеју, Сијера Леоне, Либерију и вероватно Нигерију. До августа 2014. године идентификовано је преко 1600 случајева.
Ебола и Марбург вируси су одговорни за добро документоване епидемије тешке хумане хеморагичне грознице, са последичним морталитетом од 23% за Марбург вирус и до 89% за вирус Еболе.
Ризичне групе
Појединци који се сматрају ризичним за појаву ебола хеморагичне грозницу укључују:
- особе са историјом путовања у подсахарску Африку,
- особе које су се недавно бавиле инфицираним пацијентима
- радници на животињама који су радили са приматима зараженим подтиповима еболе увезених из Африке.

Старосна демографија
У епидемији из 1995. године у Киквиту, ДРК, стопа инфекције била је знатно нижа код деце него код одраслих. Током ове епидемије, само 27 (8,6%) од 315 пацијената са дијагнозом инфекције вирусом еболе били су старији од 17 година или млађи.
Ова очигледна поштеда деце (иако је 50% популације ДРК млађе од 16 година) не може се у потпуности објаснити, јер недостају дефинитивни докази, мада поједини епидемиолошки докази сугеришу да дца имају мање шансе да дођу у директан контакт са болесним пацијентима и покојницима него одрасли.
Остали вирусни хеморагични синдроми, као што су кримско-хонгконшка хеморагијска грозница и хантавирусне инфекције, такође показују доминантно разбољевање одраслих пацијената и релативну поштеду деце.
Полне разлике
Ебола вирусна инфекција нема значајне полне разлике, али се инфекција код мушкарци и жена разликују у погледу начина директна изложеност болести.
- Мушкарци, по природи рада изложени су вирусу у шумским и саванским регионима, и могу бити под повећаним ризиком од примарне инфекције током обраде „меса” (трупова примата) намењених за храну, као и од непознатих природних вектора заразе. Докази из Африке и са Филипина су компатибилни са слепим мишевима који су главни вектори вируса Еболе.
- Код жена болест је последица директног контакта током неге оболелих чланове породице и припреме тела покојника. Имајући у виду велику инфективност болесника и покојника може се сматрати да су жене под већим ризиком од инфекције вирусом Еболе, од мушкараца.

Међутим, чини се да мушкарци и жене које пружају медицинске услуге оболелима од еболе имају подједнако висок и једнак ризик од инфекције
Расне разлике
Пошто се већина случајева инфекције вирусом еболе десила у подсахарској Африци, највећи број пацијената био је црне расе, што не искључује и разбољевање код других раса јер не постоје докази за одређену расну дистрибуцију.

### Епидемије
2018 — 2019.
У лето 2018. године у Конгу се јавила нова епидемија еболе, која је већ у прва два месеца изазвала више од 500 смртних случајева (то био један од најозбиљнијих периода у току ове епидемије). На то је утицало, поред лоших и хигијенских прилика у Конгу и неповерење код становништва, због агресивног става државе да сузбије епидемију, па су људи масовно избегавали вакцинацију и чак физички нападали здравствене раднике на терену...„Као да се битка води између неповерења у вакцину и успешне терапије болести“...каже Џереми Кониндик из Центра за глобални развој у Вашингтону, који је посетио регион у априлу 2019. и написао извештај о напорима Светске здравствене организације на терену.

## Етиопатогенеза
Ебола је тешка и често смртоносна болест која напада имунолошки систем и узрокује екстремни губитак течности код својих жртава. Болест ремети функцију систем за згрушавање крви, што може довести до унутрашњег и спољашњег крварења. Рани симптоми укључују грозницу, болове у мишићима, главобољу и боли грла, а затим прате повраћање, дијареја, осип и крварење.
Већина смртних случајева узрокована је тешком дехидратацијом или ниским крвним притиском због губитка течности.

### Начин инфекције и преносиоци болести
Вирус се може добити додиром крви или телесне течности инфициране животиње (обично мајмуна или великих љиљака). Преношење ваздушним путем није документовано у природном окружењу.
Верује се да су велики љиљци носиоци и преносиоци вируса иако сами не обољевају.
Када се особа зарази, болест се може ширити и међу људима. Мушкарци који су преживели болест, могу је преносити путем сперме и до два месеца.

### Путеви преношења болести међу људима
Ебола се преноси међу људима физичким додиром са већ оболелом особом, преко крви или телесних течности или током манипулација са посмртним остацима умрле особе од Еболе. Наиаме у Африци тамошња традиција и култура налаже велики број ритуалних манипулација са мртвим тело, укључујући и ритуално, на сахранама, на којима сви присутни прелажењем руком додирују мртваца, прелазећи руком преко слузнице устију и носа. У Европи је ситуација другачија, јер се болесници изолују од здравих људи, посебно кад симптоми укључују повраћање, дијареју и крварење.
Октобра 2014. године у медицинском часопису New England Journal of Medicine, процењена стопа инфекције (означена као Ро) у епидемији која се догодила у Африци 2014. године била је између Р1,7 и Р2, или по земљама; 1.83 (95% CI, 1,72 и 1,94) у Либерији, 2,02 (95% CI, 1,79 и 2.26) у Сијера Леонеу и 1,71 (95% CI, 1,44 и 2,01) у Гвинеји, што значи да је у просеку, свако болесно лице заразило између 1,7 и 2 особе.
Да је избијање епидемије ван контроле оглашава се у оним случајевима када је процењена стопа инфекције = Р2.

### Имунопатогенеза
Циљно место инфекције су ендотелне ћелије, макрофаге и дендритичне ћелије. Након инфекције у зараженим ћелија прво се синтетизује вирусно сегрегирани гликопротеин (скраћено sGP). Заражени леукоцити такође служе као носиоци вируса, које транспортује кроз тело у регионалне лимфне чворове где се настављају репликације вируса, а затим слободни вируси и инфицирани моноцити преко лимфне микроциркулације улазе у крвоток и инфестирају макрофаге и дендритичне ћелије у слезини, јетри, лимфним чворовима и другим органима. Унутар солидних органа вирус инфицира и паренхиматозне ћелије при чему долази до некрозе и карактеристичне ликвефакције органа.
Ебола вирус потом репликацијом синтезује протеине у инфицираним ћелијама имунолошке одбране домаћина. Гликопротеин вируса, А гликопротеин, формира трансмитер, којом допрема вирус до ендотелијалних ћелија које покривају унутрашњу површину крвних судова.
Такође гликопротеин (скраћено ГП) формира димер који омета сигнализацију неутрофила (врсте белих крвних зрнаца у крви), што омогућава вирусу да избегне инхибиторно деловање имуног система, инхибицијом ране фазе активације неутрофила. Заражени леукоцити такође служе као носиоци вируса, које транспортује кроз тело у органе као што су лимфни чворови, јетра, плућа и слезина.
Ендотелне ћелије су инфициране тек у каснијој фази инфекције и заједно са макрофагама, производе велике количине проинфламаторних интерлеукина IL-1β и IL-6, факторе некрозе тумора TNF-α, типа I, али и IL-10, који инхибира имунски одговор и индукује апоптозу лимфоцити Т. Т лимфоцити су отпорни на еболавирусну инфекцију, али подлежу значајној апоптози која резултује лимфопенијом, која се у смртоносним облицима инфекције назва „имунска парализа”.
Цитопатски ефекат инфекције ендотелијалних ћелија, потом доводе до губитка васкуларног интегритета синтезом ГП, што смањује интегрин и специфичне интегрине одговоре ћелијских адхезионих интрацелуларних структура и оштећења јетре, а то може изазвати коагулопатију (која може бити праћена хеморагичким манифестацијама, којима се карактеришу многе, али не и све еболе инфекције).
Инфекције филовирусима такође омета правилно функционисање урођеног имуног система. Протеинске еболавируси разоружају део одговора хуманог имунског система тако што вирусне инфекције ометају способност ћелија да произведу и реагују на интерферон као што су (нпр интерферон алфа, бета и гама. Ова интерференција се одвија кроз структурне протеине ВП24 и ВП35 еболавируса.
Када се ћелија инфицирана еболавирусом, рецептори у цитосолу ћелије (као што риг-И и МДА5) или ван цитосола (као што су Толични рецептори 3, 7, 8 и 9), који препознају инфективне молекуле повезане са вирусом. Када се ови рецептори активирају, протеини као регулатор фактор интерферона 3 и регулаторног фактор интерферона 7 иницирају сигналну каскаду која доводи до експресије интерферона тип 1. Тип 1 интерферон се онда ослобађа и везују за рецепторе IFNAR1 и IFNAR2 експримиране на површини суседних ћелија.
Када се интерферон придружио својим пријемницима на суседним ћелијама, активирају се сигнални протеини STAT1 и STAT2 који прелазе у једро ћелије. Они активира експресију гена које стимулишу интерферон, и који кодирају протеине који имају антивирусна својства. Протеин на V24  еболавирусе онемогућава протеину STAT1 сигнализацију између суседних ћелија у једру и тиме спречава стварање антивирусних протеина. Други протеин еболавируса који се зове V35 директно инхибира производњу интерферона-бета.
За разлику од лимфоцита Т, током еболавирусне инфекција не долази до значајне апоптозе лимфоцита
Б, али ове ћелије не учествују у контроли акутне инфекције. Међутим, присуство антитела специфичних за вирусе неопходно је да контролише ширење вируса у каснијој фази, и највероватније, за резолуцију инфекције.

## Вирус
Ебола вирус је група вируса (Genus Ebolavirus) која код човека изазивају обољење: хеморагичну грозницу еболу или вирусно обољење еболу (ICD-10: A98.4).
Унутар породица Filoviridae постоје три рода: род Еболавирус, род Марбургвирус, узрочник карантинске и високопатогене Марбуршке хеморагиске грознице и род Cuevavirus са једном врстом за коју инфекција код људи није позната.
Род Еболавирус се тренутно разврстава у 5 одвојених врста: Судан еболавирус, Заир еболавирус, Таи Форест (Обала Слоноваче) еболавирус, Рестон еболавирус и Бундибугио еболавирус.
Заир вирус
Прва врста која је откривена и имала уједно највећу смртност била је Заир вирус (пре називан Заир ебола вирус). Смртност од ове врсте вируса је у просеку око 83% у протеклих 27 година. Инфекција је најчешће узрокована и везом Заир вирус са другим вирусима.
Судан еболавирус (SEBOV)
Друга врста вируса појавила се готово у исто време као и Заир вирус, прво код једног радника у фабрици дувана у граду Нзара, у Судану, који је највероватније био изложен природном резервоару вируса. Научници су тестирали све животиње и инсекте на подручју Нзара и нису нашли преносиоца. Ширење болести се наставило услед неадекватних хигијенско-епидемиолошких мера за заштиту медицинског особља. Последња епидемија Судан еболавирус била у мају 2004. године, и имала је 20 потврђених случајева инфекције, од којих је 5 умрло.
Рестон еболавирус (REBOV)
Ова врста откривена је током епидемије хеморагичне грознице код макаки мајмуна који се хране раковима 1989. године у америчком граду Рестону. Ова врста није патогена за људе, иако је болест пријављена на Филипинима, Италији и Тексасу.
Обала Слоноваче еболавирус (CIEBOV)
Ова врста вируса откривена је међу мајмунима у шумама Обале Слоноваче. Једна од научница која је радила некропсије тела мртвих мајмуна развила је симптоме денге (вирусна болест чији тежи облици могу бити слични хеморагијској грозници). Током 6 недеља, потпуно се опоравила.
Бундибугио еболавирус
У новембру 2007 потврђено је избијање еболе у округу Бундибугио у Уганди, а касније је утврђено да се ради о новој врсти вируса. Према званичном извештају владе Уганде током епидемије, било је око 149 оболелих са укупно 37 смртних случајева.
Вирус се преноси тако што особе долазе у додир са крвљу или другим телесним течностима инфицираних животиња, као што су мајмуни и велики љиљци.За велике љиљце се сматра да су преносиоци ове болести од које сами не обољевају. Када се једном зарази особа, болест се може пренети са те особе на другу. Мушкарци који преживе заразу еболом, могу да полним путем (спермом) пренесу заразу још до два месеца.

## Клиничка слика
Просечно време између заражења вирусом и појаве првих симптома (време инкубације) је 8 до 10 дана, али може да варира између 2 и 21 дана. Рани симптоми могу бити слични маларији, денга грозници, или другим тропским грозницама, пре него што болест напредује у крваву фазу.
Знаци и симптоми еболе обично почињу нагло, са појавом за знацима опште инфекције, коју карактерише умор, повишена телесна температура, главобоља, болови у мишићима.
Мање изражени симптоми су болови у грлу, грудима, штуцање, губитак даха, и отежано гутање. Коњуктивална крварења су релативно честа.
Наредних неколико дан код болесника се могу развити симптоми од стране гастроинтестиналног тракта:
стомаку, Повраћање, дијареја и губитак апетита.
Мање заступљени симптоми су болови у грлу, грудима, штуцање, губитак даха, и отежано гутање.
На кожи, ебола се може манифестовати у виду макулопапуларног осипа (у око 50% случајева), док се крварења по кожи могу али и не морају јавити, а ако се јаве чешћа су код болесника са тежим обликом болести,
Тешки облици болести праћени су многим компликацијама, мултиорганским синдромом и знацима шока. Смртност код ових болесника се креће од 55 до 75% понекад и више.

## Дијагноза
Да би се поставила дијагноза, најпре се искључују друге болести са сличним симптомима као што су маларија, колера и друге вирусне хеморагичне грознице. Да би се потврдила дијагноза, узорци крви се испитују на вирусна антитела, вирусну РНК, или на сам вирус.
Дијагноза инфекције вирусом Еболе је могућа после период инкубације (2—21 дана) или након појаве првих симптома попут температуре, мијалгије и опште слабости.
Како је клинички биолошки материјал пацијента веома заразан до његове инактивације обраду материјала треба вршити на највишем нивоу биозаштите.
Вирусна РНА и антиген могу бити детектовани од трећег до десетог дана од појаве симптома у крви болесника. Радови објављени током ове епидемије су показали да РНК еболавируса траје до неколико недеље у различитим телесним течностима, и то знатно после нестанка заразних честица. Ако је узорак узет пре трећег дана болести, негативан, потребно је поновити тест два дана касније. Доказано је да је вирусна РНА може открити и у крви пацијента до 72 часа пре детекције антигена.
Постоји и могућност откривања специфичних ИгМ и ИгГ антитела.
За поузданију дијагностику, препоручује се потврда дијагностике у референтним лабораторијама нивоа биолошка безбедност 4 Светске здравствене организације, у којој се изводе тестови неутрализација, изолација вируса и електронска микроскопија.

### Категорије болести
Према Центру за контролу болести САД, дефиниција случај еболе разликују ове категорије:
| Категорија                | Дефиниција случаја |
| ------------------------- | --- |
| Особа под сумњом          | Особа која има конзистентне симптоме и факторе ризика |
| Клинички критеријуми      | Повишена температура, тешке главобоље, мијалгија, повраћање, пролив, бол у стомаку, хеморагија. |
| Епидемиолошки критеријуми | Контакт са крвљу или другим телесним излучевинама болесника са доказаном или суспектном еболом, боравак или путовање у области са епидемијом или контакт са слепим мишевима или животињским приматима у ендемској области. |
| Вероватни случај          | Случај који према епидемиолошким критеријуми има висок или низак ризик изложености. |
| Висок ризик               | Убод иглом за инјекције или контакт слузокоже са крвљу или излучевинама пацијента. Директни контакт коже са крвљу или излучевинама без заштитне опреме. Рад са клиничким материјалом (крв, телесне течност) без одговарајуће заштитне опреме и стандардних биоазаштитних мера. Директни контакт са лешевима без икакве заштитне опреме.                                                    |
| Низак ризик               | Контакт са болесницима у кући, други блиски контакт у здравственој установи или у заједници (боравак унутар једног метра од пацијента, од болесничкој соби кроз дуже време без заштитне опреме или кратак директни контакт, као што је руковање са болесником без заштитне опреме). Кратак контакт, као што је пролазак поред болесне особе или кроз болницу не представља блиски контакт. |
| Потврђени случај          | Лабораторијски потврђен случај инфекција вирусом еболе. |
| Непознато излагање        | Боравак у земљи у којој је у току епидемији епидемија еболе унутар 21 дана без високе или ниске изложености |

## Диференцијална дијагноза
Диференцијално дијагностички симптоми хеморагичне грознице Еболе слични су онима у Марбурговој болести. Болест се такође може заменити са неколико уобичајених болести у екваторијалној Африци, са другим вирусним хеморагичним грозницама: маларијом, тифусом, бактеријском дизентеријом, рикецијом изазване болести попут епидемијског тифуса, колером, сепсом изазваном грам-негативним бактеријама или Лајмском болешћу.

## Терапија
Не постоји посебно лечење за болест; заражена особа се лечи симптоматски давањем оралне терапије рехидратације (да пије воду која је мало слатка и слана) или интравенским течностима, и допуњује се према потреби интензивним мерама лечења. Болест има високу стопу смртности: често од ње умире од 50% до 90% оболелих од вируса. Због хеморагичног синдрома не треба давати лекове који утичу на функције тромбоцита или интрамускуларне инјекције.
Основне смернице за лечење болесника са еболом.
| Врста лечења                                      | Лекови                                                                                        |
| ------------------------------------------------- | --------------------------------------------------------------------------------------------- |
| Орална и интравенска хидратација                  | - Кристалоиди — ДА - Колоид — НЕ                                                              |
| Антипиретици и аналгетици                         | - Парацетамол, трамадол (морфин 0,1 мг / кг с.ц.) — ДА - НСАИЛ, ацетилсалицилна киселина — НЕ |
| Мучнина, повраћање диспепсија                     | - Прометазин, метоклопрамид, циметидин                                                        |
| Анксиозност, узнемиреност, конфузија              | - Хлорпромазин, дисплани (опрез!)                                                             |
| Антибиотици широког спектра, антималарични лекови |                                                                                               |
| Адекватна исхрана                                 |                                                                                               |

До 2016. није постојала вакцина. У току су напори да се на терену, у прелиминарним вакцинацијама, потврди успешност вакцине развијене у Русији и САД 2017. године.

## Прогноза
Свеукупно гледано прогноза болести код пацијенте са инфекцијом вирусом Еболе је лоша. Међутим, они који преживе две недеље најчешће се споро опорављају.
Са изузетком Рестон еболавируса, остали вируса Еболе повезани су са веома високим морбидитетом и морталитетом међу болесницима код који су присутна тешка клиничка слика болести, иако се тежина и прогноза болести разликују у зависности од узрочне врсте.
Највећа смртност од свих вируса из рода еболавируса је код Заир еболавируса, за који је пријављено да има стопу смртности до 89%. Судан еболавирус такође има високу пријављену смртност, која се креће у распону од 41% до 65%.

## Превенција
Еболу у начелу једино може зауставити добар надзор, превенција и контрола, одлична покривеност вакцином, и употреба других терапија у лечењу болести.
Превенција укључује смањивање преношења болести са оболелих мајмуна и свиња на људе. То се може учинити проверавањем да ли су такве животиње заражене и убијањем и правилним одлагањем тела ако се открије болест. Такође, корисно је правилно кување меса и ношење заштитне одеће приликом руковања месом, као и ношење заштитне одеће и прање руку у окружењу оболеле особе. Нарочито је потребно пажљиво руковати узорцима телесних течности и ткива оболелих људи.
Особље које води бриго о пацијенту има повећан ризик од инфекције, и зато је изузетно важно за све који долазе у контакт са болесницима да буду адекватно заштићен и користи личну заштитну опрему која укључује рукавице за једнократну употребу, водоотпорна заштитна одећа, врсту затворених ципела, и заштитне маске за лице како би се спречило прскање зараженог материјала по носу, устима и грлу.
Посебну пажњу треба обратити на било које врсте инвазивних процедуре код пацијента (крвна слика, бронхоскопија итд.), а потребне су и посебне заштитне мере за лица која ради у лабораторијама које третирају узорке пацијената.
Особље које води бригу о пацијенте мора бити савршено обучено у употреби личне заштитне опреме, на шта указују случајеви заражених здравствених радника изван Африке. Претпоставља се да је особље инфицирано неправилним уклањање контаминиране личне заштитне опреме.
Сви материјали који се користе током рада са пацијентом након употребе, требају безбедно бити издвојени а све просторије у којима су боравили болесници морају бити темељно очишћени и деконтаминирани.
У случају смрти, покојник се смешта у двоструку непропусну запечаћену врећу и метални ковчег и сахрањује или кремира одмах — исти дан, без чекања и до доласка погребног аутомобила, леш чека у мртвачници. Аутопсија се из безбедносних разлога у начелу не спроводи.